# Campo Santo Stefano
Pour les articles homonymes, voir Campo Santo.
Le Campo Santo Stefano ou Campo Morosini est une place (campo), parmi les plus vastes de Venise.

## Description
Il est situé dans le sestiere de San Marco, non loin du Pont de l'Accademia. Il est dominé par l'Église Santo Stefano, l'Église San Vidal, le Palazzo Morosini, le Palazzo Loredan, le Palazzo da Lezze et le Palazzo Pisani.
Au centre se dresse la statue de l'écrivain Niccolò Tommaseo.
Une caractéristique particulière du campo Santo Stefano est que, au printemps, les enfants de Venise utilisent l'espace comme un terrain de jeu. Il n'est pas rare de les voir dessiner avec des craies de couleur sur le trottoir du campo, jouer au ballon ou encore de patiner sur la place.

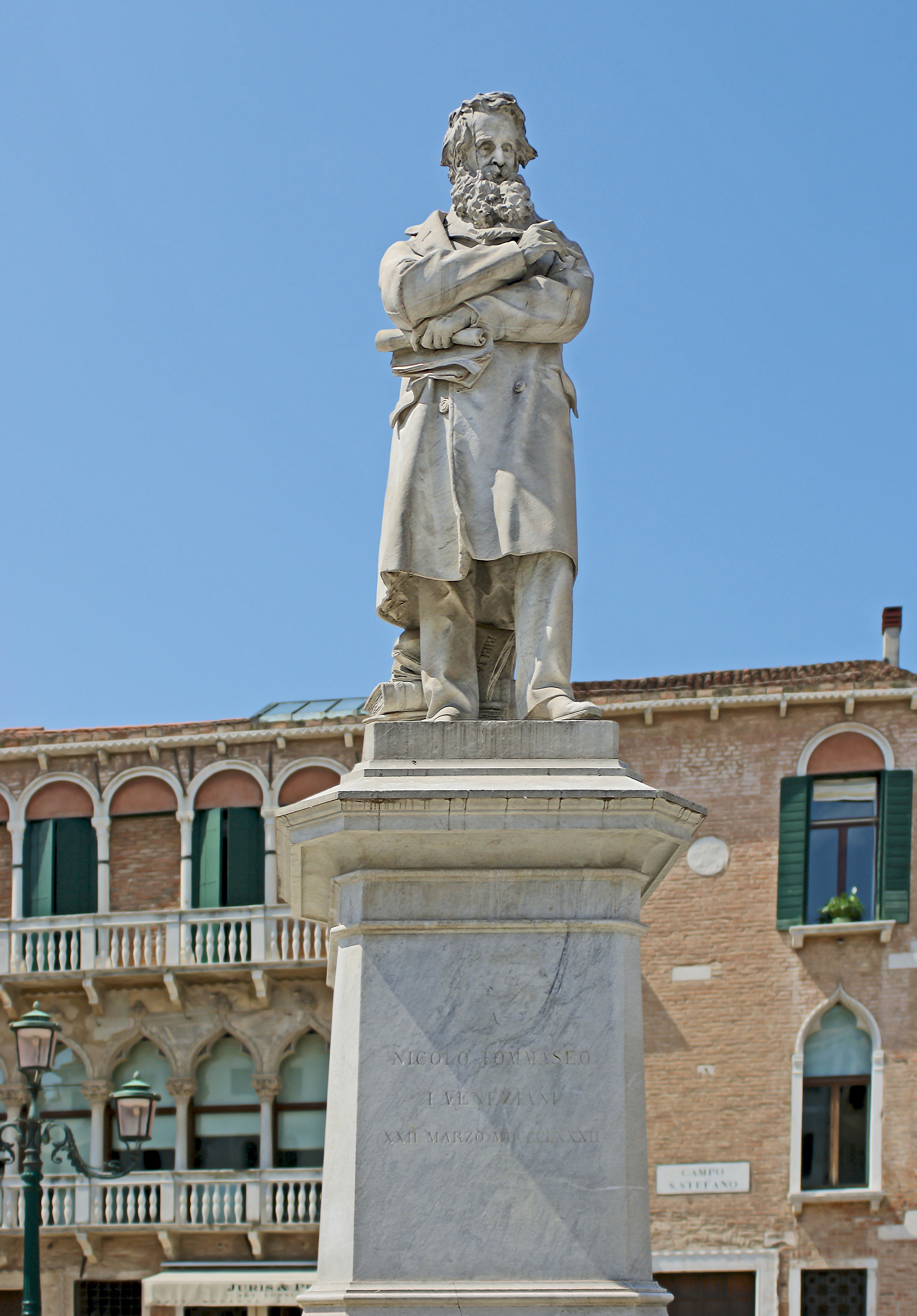
Statue de Niccolò Tommaseo.
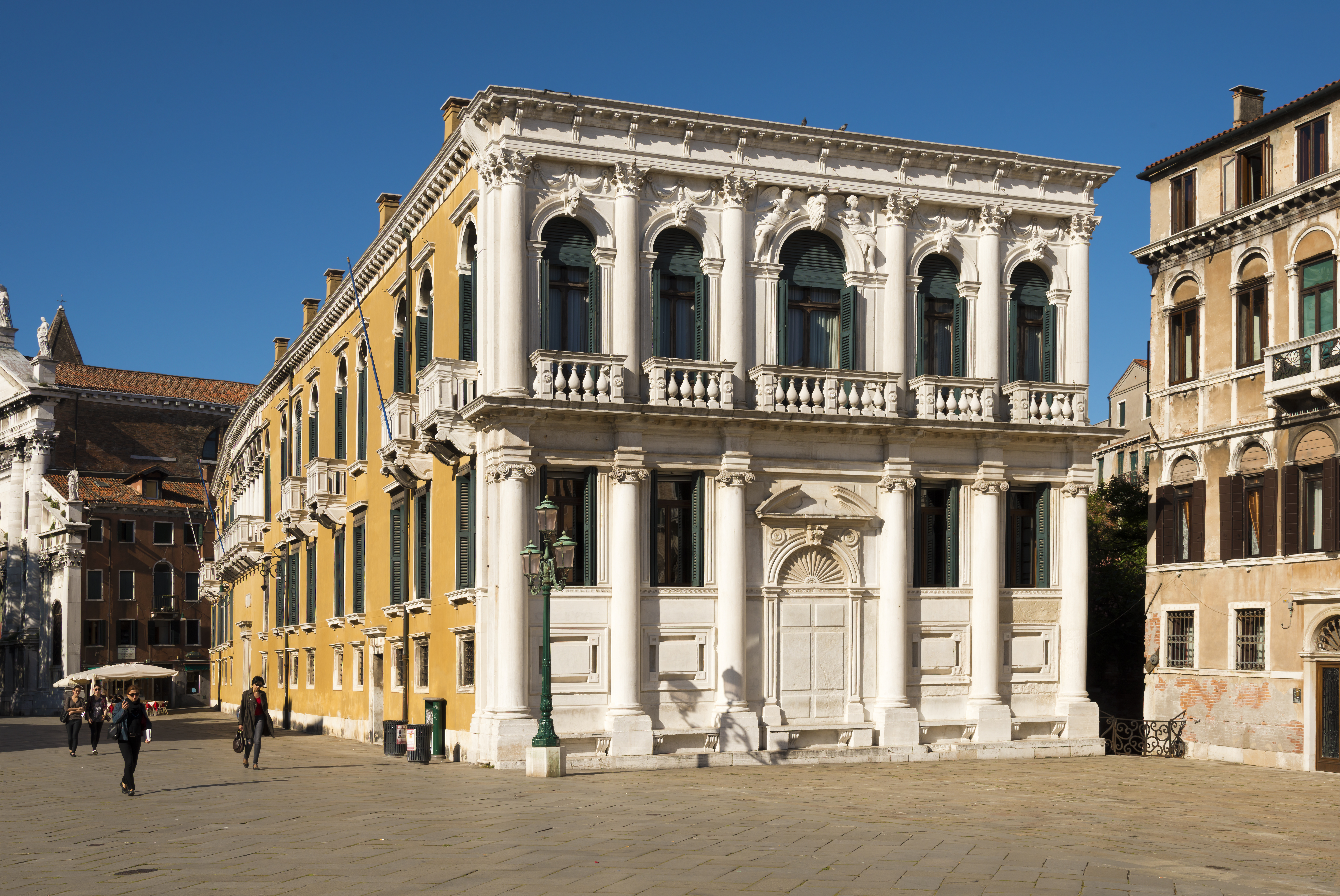
Palazzo Loredan
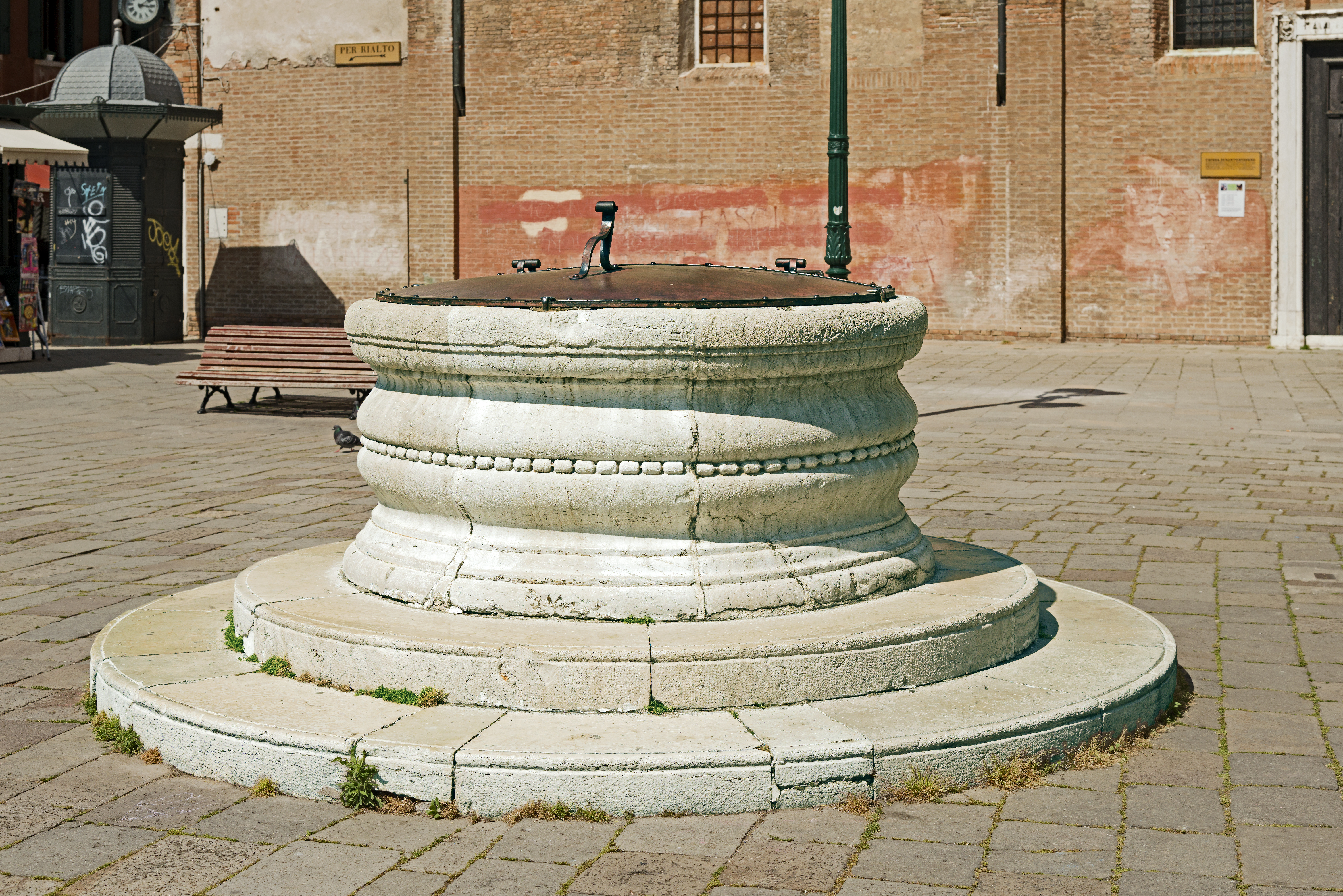
Le puits nord
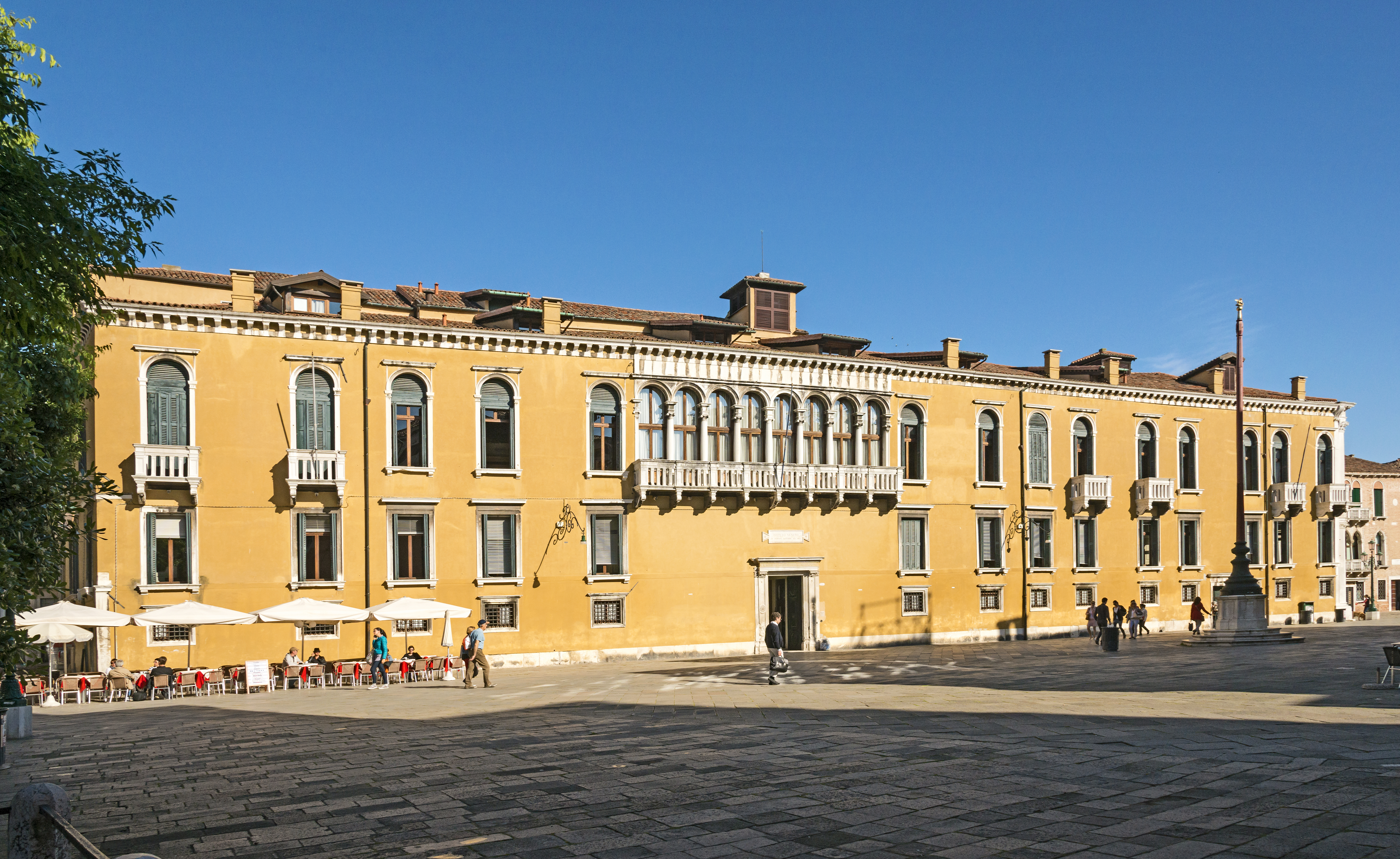
Palazzo Loredan